# Rewired
Rewired è il sesto album in studio della band inglese Mike + The Mechanics, pubblicato il 31 maggio 2004 dalla Virgin Records.

## Il disco
Uscito a cinque anni di distanza da M6, si tratta del primo album del gruppo in seguito alla scomparsa del cantante Paul Young ed presenta per la prima volta brani strumentali (Underscore e Rewired), nonché la partecipazione della corista Sharon Woolf in veste di autrice. La formazione passa quindi a tre elementi:Paul Carrack, Mike Rutherford e Gary Wallis.

## Tracce
1. One Left Standing – 5:11
2. If I Were You – 4:21
3. Perfect Child – 5:11
4. Rewired – 5:31
5. I Don’t Want It All – 5:06
6. How Can I – 4:44
7. Falling – 5:17
8. Somewhere Along The Line – 3:52
9. Underscore – 5:09

## Formazione
- Mike Rutherford - chitarra, basso, programmazione
- Paul Carrack - voce, tastiera, chitarra
- Peter Van Hooke, batteria